# منتخب إنجلترا للباندي
منتخب إنجلترا للباندي (بالإنجليزية: England national bandy team)‏ هو ممثل إنجلترا الرسمي في المنافسات الدولية في الباندي في فئة الباندي للرجال
.